# Macaroeris cata
Macaroeris cata là một loài nhện trong họ Salticidae.
Loài này thuộc chi Macaroeris. Macaroeris cata được John Blackwall miêu tả năm 1867.